# Eublemma almaviva
Eublemma almaviva är en fjärilsart som beskrevs av Emilio Berio 1945. Eublemma almaviva ingår i släktet Eublemma och familjen nattflyn. Inga underarter finns listade i Catalogue of Life.